# Peter Campbell (hockeista su ghiaccio)
Peter Campbell (Gloucester, 7 settembre 1979) è un ex hockeista su ghiaccio canadese.

## Carriera
Cresciuto hockeisticamente nelle squadre OHL dei Sudbury Wolves, Owen Sound Platers, Belleville Bulls e Erie Otters, giocò in diverse leghe minori americane fino al 2002, quando si trasferì in Europa, dove ha raccolto presenze nelle serie inferiori tedesche, nel massimo campionato britannico e danese, e, dal 2009, nella serie A2 italiana, con l'HC Appiano. In Italia ha giocato anche per un incontro di coppa Italia in prestito all'HC Gherdëina.
È lo straniero che più a lungo ha vestito la maglia della compagine altoatesina, sebbene poco prima dell'inizio della stagione 2012-2013 ha richiesto lo scioglimento del contratto appena rinnovato, annunciando il ritiro per motivi personali.
Tornato in Nord America, tuttavia, il 10 settembre 2012 firmò un contratto con i 1000 Islands Privateers, squadra della Federal Hockey League.

## Palmarès

### Club
- Campionato italiano - Serie A2: 1

Appiano: 2009-2010

### Individuale
- Maggior numero di reti della Serie A2: 2

2009-2010 (33 reti), 2010-2011 (41 reti)
- Maggior numero di assist della Serie A2: 1

2011-2012 (66 assist)
- Capocannoniere della Serie A2: 2

2009-2010 (72 punti), 2011-2012 (103 punti)